# Грејсон (Луизијана)
Грејсон (енгл. Grayson) град је у америчкој савезној држави Луизијана.

## Демографија
По попису из 2010. године број становника је 532, што је 1 (0,2%) становника више него 2000. године.
| Група             | 2000.       | 2010.       |
| Белци             | 465 (87,6%) | 438 (82,3%) |
| Афроамериканци    | 52 (9,8%)   | 77 (14,5%)  |
| Азијати           | 0 (0,0%)    | 0 (0,0%)    |
| Хиспаноамериканци | 10 (1,9%)   | 12 (2,3%)   |
| Укупно            | 531         | 532         |